# Valluerca (Burgos)
Valluerca es una entidad de población española del municipio de Valle de Mena, perteneciente a la provincia de Burgos, en la comunidad autónoma de Castilla y León.

## Historia
Hacia mediados del siglo XIX, el lugar, por entonces perteneciente al municipio de Valle de Tudela, tenía contabilizada una población de 45 habitantes. Aparece descrito en el decimoquinto volumen del Diccionario geográfico-estadístico-histórico de España y sus posesiones de Ultramar de Pascual Madoz con las siguientes palabras:

VALLUERCA: l. en la prov., aud. terr., c. g. de Búrgos (21 leg.), part. jud. de Villarcayo (7 1/2), dióc. de Santander (15), ayunt. del valle de Tudela (1/2). sit. entre barrancos; reinan con frecuencia los vientos del S. y O.; su clima es frio y sano; muy limitado su orizonte; las enfermedades comunes, son reumas y constipados. Tiene 12 casas, un ant. torreo, una igl. parr. (San Miguel) servida por un cura párroco y un sacristan, un cementerio, una fuente dentro de la pobl. y 2 en el térm., todas de aguas potables y buenas. El térm. confina N. Gordelliz; E. Cirion; S. Lorcio y Ciella, y O. Sta. Maria de Llano de Tudela. El terreno es de mediana calidad; la parte montuosa está poblada de robles; le cruza un arroyo sobre el cual hay un ponton de madera. Los caminos son locales, carreteros, y se hallan en mal estado. prod.: cereales, legumbres, patatas y hortalizas; cria ganado vacuno y de cerda, y caza de varias especies. pobl.: 9 vec., 35 alm. cap. prod.: 141,600 rs. imp.: 14,382.
(Madoz, 1849, p. 609)

En la actualidad, pertenece al municipio de Valle de Mena. En 2022, tenía empadronados dos habitantes.